# Traumacentrum v Kundúzu
Kundúzské traumatické centrum byla nemocnice provozovaná Lékaři bez hranic v Kundúzu v Afghánistánu od 29. srpna 2011 do 3. října 2015, kdy byla zničena při náletu bojového vrtulníku AC-130U letectva Spojených států amerických.
Před bombardováním byla nemocnice Lékařů bez hranic jediným aktivním zdravotnickým zařízením v oblasti. Bylo to jediné traumacentrum v severovýchodním Afghánistánu.
V roce 2014 zde bylo ošetřeno více než 22 000 pacientů a provedeno více než 5 900 operací.

## Vybavení
Nemocnice byla otevřena 29. srpna 2011 s 55 lůžky, dvěma operačními sály, jednotkou intenzivní péče, rentgenovým a laboratorním zázemím s odděleným mužským a ženským lůžkovým oddělením.
Do konce roku 2012 se počet lůžek zvýšil na 58.
Před zničením byl přidán třetí operační sál.

## Incident z července 2015
Těžce ozbrojení muži z Afghánské národní armády se 1. července 2015 pokusili zatknout tři pacienty tak, že se zbraněmi vstoupili do areálu, fyzicky napadli tři zaměstnance a jednomu zaměstnanci vyhrožovali namířenou zbraní. Podle Lékařů bez hranic přibližně o hodinu později ozbrojení muži opustili bez pacientů areál nemocnice.

## Evakuace a odstavení
Po americkém náletu v roce 2015 byla nemocnice dále nepoužitelná. Všichni pacienti v kritickém stavu byli posláni do jiných zařízení a všichni zaměstnanci Lékařů bez hranic byli z Kundúzu evakuováni.